# Thalia Tran
Thalia Tran és una actriu estatunidenca coneguda pels seus papers de Little Noi a Raya and the Last Dragon, Charlotte Perry a Council of Dads, Raina a Little i Mai a l'adaptació en imatge real d'Avatar: L'últim mestre de l'aire. També ha aparegut a Tiny Feminists, Hotel Du Loone de Brat TV i Sydney to the Max de Disney Channel.
Tran va néixer a Newport Beach (Califòrnia), i té ascendència del sud-est asiàtic. De petita, Tran va prendre classes de cant. La seua professora li va recomanar que prenguera també classes d'actuació per millorar les seues habilitats interpretatives. També sap de tocar el piano i la guitarra.